# Ochoz u Tišnova
Ochoz u Tišnova (deutsch Wochos, früher Wochoz) ist eine Gemeinde in Tschechien. Sie liegt neun Kilometer nördlich von Tišnov und gehört zum Okres Brno-venkov.

## Geographie
Ochoz u Tišnova befindet sich in der Sýkořská pahorkatina, einer Untereinheit der Nedvědická vrchovina in der Böhmisch-Mährischen Höhe. Das Dorf liegt auf dem Gebiet des Naturparks Svratecká hornatina am Oberlauf des Baches Bělečský potok. Nördlich erheben sich der Míchovec (618 m) und Sýkoř (701 m), im Süden die Křídlová (575 m).
Nachbarorte sind Brumov, Osiky, Kopaniny und Synalov im Nordosten, Rašov und Chrastová im Südosten, Lomnice und Veselí im Süden, Pridká im Südwesten, Doubravník im Westen sowie Běleč im Nordwesten.

## Geschichte
Die erste schriftliche Erwähnung des Dorfes Vochoz erfolgte im Jahre 1390. Der Ort bestand zu dieser Zeit aus zwei Teilen. Der Eisenhammer (Hamry) an der Schwarzawa und acht Häuser gehörte dem Kloster Porta Coeli, die zwei Häuser von Vápenky waren der Herrschaft Lomnitz untertänig. Nach der Zerstörung des Klosters durch die Hussiten im Jahre 1425 bemächtigten sich umliegende Adelsherrschaften der verlassenen klösterlichen Besitzungen. 1436 erfolgte die Wiedererrichtung des Klosters, jedoch gaben die neuen Besitzer die Güter nicht freiwillig an die Zisterzienserinnen zurück. Äbtissin Elisabeth IV. beschwerte sich 1447 beim mährischen Landeshauptmann Heinrich von Leipa über Jan von Lomnice und forderte eine Entschädigung für die Nutznießung der Dörfer Běleč, Brumov und Ochoz. Erst 1459 erhielt das Kloster durch den neuen König Georg von Podiebrad sämtliche Güter und alten Rechte wieder zugesprochen. Äbtissin Katharina von Šerkovice klagte 1464 auf Herausgabe der klösterlichen Güter und Höfe Šerkovice und Tišnov gegen Markvart von Lomnice, der außerdem noch immer die Dörfer Běleč, Ochoz und Žďár sowie die Wälder Míchovec und Žďárna als unrechtmäßigen Besitz hielt. Nach einer erneuten Klage wurde Markvart von Lomnice 1480 zur Rückgabe der Dörfer einschließlich Broumov verurteilt. Während des Ständeaufstandes wurde das Kloster 1619 aufgehoben und dessen Güter konfisziert. Die Zisterzienserinnen suchten zu dieser Zeit Schutz auf der Burg Pernštejn. Nach der Schlacht am Weißen Berg wurde das Kloster wiedererrichtet. Bis zur Aufhebung des Klosters im März 1782 blieb Ochoz immer zu Porta Coeli untertänig. 1798 erfolgte der Verkauf der Herrschaft Porta Coeli an Wilhelm von Mundy. Dessen Sohn Johann veräußerte die Herrschaft 1821 an Friedrich Schell von Wittinghoff.
Im Jahre 1839 hatte Vochoz 175 Einwohner. Davon lebten 169 in den 21 Häusern des ehemals klösterlichen Anteils, zu denen die sechs Häusern und die Fabrik in Hamry gehörten. Der Lomnitzer Anteil Vejpustek hatte 16 Einwohner und bestand aus zwei Häusern.
Nach der Aufhebung der Patrimonialherrschaften bildete Vochoz ab 1850 eine Gemeinde im Brünner Bezirk und Gerichtsbezirk Tischnowitz. Seit dem 1. November 1896 gehörte Wochoz zur neu gebildeten Bezirkshauptmannschaft Tischnowitz. Zu dieser Zeit verdienten sich die meisten der Bewohner des Dorfes ihren Lebensunterhalt in der Papierfabrik von Předklášteří und den Textilfabriken in Tischnowitz, Lomnitz und Nedvědice. Schulort war Lomnitz. Im Jahre 1900 bestand Wochoz aus 30 Häusern, in denen 201 Menschen lebten. Alle Einwohner waren Katholiken und gehörten der tschechischen Volksgruppe an. 1921 hatte sich die Anzahl der Häuser auf 31 erhöht, dagegen war die Einwohnerzahl auf 187 zurückgegangen. 1925 wurde auf Anordnung des Bezirksgerichts Tišnov der Ortsname in Ochoz geändert. Im Jahre 1928 entstand die neue Straße von Lomnice nach Běleč. Zwischen 1926 und 1932 ließ Bürgermeister František Merta am westlichen Fuße der Křídlová den Verbindungsweg nach Veselí befestigen. Nach dem Ende des Zweiten Weltkrieges wurde 1947 mit einem Tatra 30 das erste Auto im Dorf angeschafft. Zehn Jahre später kauften sich drei weitere Einwohner einen PKW. Im Jahre 1951 erhielt das Dorf dem amtlichen Namen Ochoz u Tišnova. Nach der Auflösung des Okres Tišnov kam Rašov mit Beginn des Jahres 1961 zum Okres Blansko, zugleich wurde der Ortsteil Prudká an die Gemeinde Borač im Okres Žďár nad Sázavou angegliedert. 1962 lebten in Ochoz 133 Menschen. Im oberen Ortsteil Vejpustka wurde 1972 ein Löschwasserteich angelegt, der seitdem auch als Badegewässer genutzt wird. 1975 entstand das Kulturhaus Horácká bouda. Im gleichen Jahr wurde der Bělečský potok reguliert und sein Wasser zu Beginn der 1980er Jahre in einem Stollen zur Talsperre Vír I eingeleitet. 1976 bestand das Dorf aus 34 Häusern und hatte 134 Einwohner. Im selben Jahr erfolgte auch die Eingemeindung nach Lomnice. Am 19. Juni 1986 verursachte ein Hochwasser starke Schäden. 1990 löste sich Ochoz u Tišnova wieder von Lomnice los und bildete eine eigene Gemeinde. Seit Beginn des Jahres 2007 gehört die Gemeinde zum Okres Brno-venkov.

## Gemeindegliederung
Für die Gemeinde Ochoz u Tišnova sind keine Ortsteile ausgewiesen. Ochoz u Tišnova besteht aus den Ortslagen Ochoz und Vejpustka.

## Sehenswürdigkeiten
- Kapelle des hl. Franz von Assisi aus dem Jahre 1876 am Dorfplatz, sie wurde 2005 saniert. In einer Fensternische über dem Eingangstor befindet sich eine Statue des hl. Florian. Der Altar ist ein Werk des Bildhauers Josef Břenka.
- mehrere Kreuze aus Marmor bzw. Eisenguss
- Denkmal für die Opfer des Ersten Weltkrieges, errichtet 1921
- Naturdenkmal Hrušín, das 12,43 ha große Linden-, Ahorn- und Buchenwaldgebiet südwestlich des Dorfes zeichnet sich durch seinen reichhaltigen Bestand an Kleinen Schneeglöckchen aus.
- Naturdenkmal Dobrá studně, auf 13,24 ha am Südwesthang des Sýkoř
- Naturdenkmal Klášterce, südwestlich des Dorfes